# 米爾本灣
63°44′S 60°44′W / 63.733°S 60.733°W

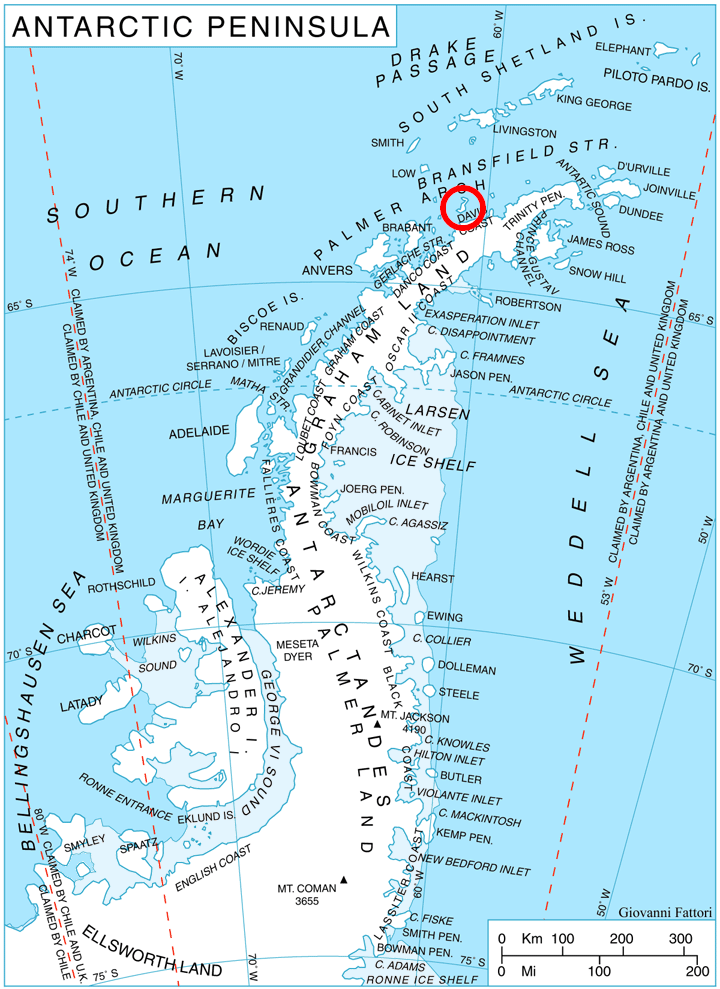

米爾本灣（英語：Milburn Bay）是南極洲的海灣，位於帕默群島的特里尼蒂島西北部，由英國南極名稱諮詢委員會命名，現時由南極條約體系管理。